# Teutin zvončić
Teutin zvončić (lat. Campanula teutana), hrvatska endemska biljna vrsta iz porodice zvončikovki. Otkriven je u blizini Teutine špilje na otoku Visu 2014 godine, pa je ime i dobio po ilirskoj kraljici Teuti. 
Otkrio ga je Sandro Bogdanović, a opisali su ga u Phytotaxi Bogdanović & Brullo. Teutin zvončić odmah je stavljen na popis hrvatskih endema.
Voli stjenovita i vlažna mjesta uz more, u pukotinama vapnenačkih stijena koja su obično prekrivena mahovinom.